# Manuel Casas (militar)
Manuel Casas fue un general mexicano que participó en la Revolución mexicana. Nació en el Mineral de Cusihuiráchic, Chihuahua. En 1910 se incorporó al movimiento maderista en las filas del entonces coronel Francisco Villa. Llegó a formar parte de su escolta de «Dorados». Murió en abril de 1917 en el combate de San Miguel Bavícora, Chihuahua, contra las fuerzas carrancistas (constitucionalistas) del general Francisco Murguía.